# ليون ديشان
ليون ديشان (بالفرنسية: Léon Deschamps)‏ هو ناشر وشاعر فرنسي، ولد في 1 أكتوبر 1863 في Sauzé-Vaussais ‏ في فرنسا، وتوفي في 28 ديسمبر 1899.